# Гринь, Матвей Петрович
Матвей Петрович Гринь (1927—1998) — советский хозяйственный и государственный деятель, лауреат Государственной премии СССР за выдающиеся достижения в труде.

## Биография
Родился в 1927 году в Каменце-Подольском, брат Героя Социалистического Труда Михаила Петровича Гриня. Член КПСС.
В 1948—1950 годах — тракторист, дизелист, помощник бурильщика в Крым-Сарайской нефтеразведке треста «Татнефтеразведка».
В 1950—1990 годах — помощник бурильщика, бурильщик, буровой мастер в Азнакаевском управлении буровых работ ПО «Татнефть».
За инициативу в развёртывании соцсоревнования за досрочное освоение и максимальное использование производственных мощностей, усиление творческого содружества рабочих и специалистов был в составе коллектива удостоен Государственной премии СССР за выдающиеся достижения в труде 1977 года.
Умер в 1998 году в Азнакаево.

## Награды
- Орден Ленина
- Орден Трудового Красного Знамени